# Halloween Kills
Halloween Kills és una pel·lícula de terror estatunidenc de 2021 dirigida per David Gordon Green i escrita per Green, Danny McBride i Scott Teems. És la seqüela de Halloween (2018) i el dotzè lliurament de la franquícia Halloween. La pel·lícula és protagonitzada per Jamie Lee Curtis, Judy Greer, Andi Matichak i Will Patton. La pel·lícula comença la mateixa nit en la qual va acabar la pel·lícula anterior amb James Jude Courtney reprenent el seu paper de Michael Myers, la presència del qual s'ha fet evident per als residents de Haddonfield.
Jason Blum va exercir com a productor de la pel·lícula a través del seu segell Blumhouse Productions, juntament amb Malek Akkad i Bill Block. Els productors executius inclouen a Jamie Lee Curtis i John Carpenter, i Carpenter també va tornar per a compondre la banda sonora amb el seu fill Cody Carpenter i Daniel Davies. Abans de l'estrena de la pel·lícula, McBride va confirmar que ell i Green originalment tenien la intenció d'estrenar dues pel·lícules que serien filmades consecutivament, i després van decidir no fer-ho a l'espera de veure la reacció a la primera pel·lícula. Després de l'èxit crític i comercial de la pel·lícula de 2018, el desenvolupament de la seqüela va començar ràpidament a l'octubre de 2018. Al febrer de 2019, Teems va ser contractat per a coescrure el guió. El títol de la pel·lícula es va anunciar al juliol de 2019, juntament amb la seva seqüela. La fotografia principal va començar al setembre de 2019 a Wilmington, Carolina del Nord i va acabar al novembre de 2019.
Després d'un any de retard degut a la pandèmia de COVID-19, Halloween Kills es va estrenar a la 78a Mostra Internacional de Cinema de Venècia el 8 de setembre de 2021 i es va estrenar en cinemes als Estats Units el 15 d'octubre de 2021 per Universal Pictures. També es va transmetre simultàniament en els nivells de pagament de Peacock durant 60 dies. La pel·lícula va rebre crítiques mixtes dels crítics, que van elogiar la brutalitat de la pel·lícula, els assassinats creatius, la banda sonora, la cinematografia i les actuacions de l'elenc (particularment Curtis, Greer i Matichak), però van criticar el seu guió, direcció i trama. Malgrat això, va ser un èxit de taquilla, recaptant més de $133 milions de dòlars a tot el món. Una seqüela, Halloween Ends, es va estrenar el 14 d'octubre de 2022.

## Argument
El 31 d'octubre de 1978, l'oficial de policia Frank Hawkins mata accidentalment a trets al seu company Pete McCabe mentre intentava salvar-lo de Michael Myers, però també evita que el Dr. Samuel Loomis executi a Michael mentre és arrestat. Quaranta anys després, el 31 d'octubre de 2018, després de ser apunyalat i abandonat a la seva sort pel psiquiatre Ranbir Sartain (el que li va permetre escapar amb Michael), Hawkins és trobat per l'adolescent Cameron Elam, que atén les seves ferides i li diu una ambulància. En despertar, Hawkins es penedeix d'haver disparat i matat accidentalment al seu company en la persecució de Michael 40 anys abans d'impedir que Loomis (el psiquiatre original de Michael) l'executi fora de la casa de la infància de Michael per a arrestar-lo ell mateix, abans de resoldre a matar-lo pel seu compte en el present.
Més tard a aquesta mateixa nit, Tommy Doyle celebra el 40è aniversari de la detenció i l'empresonament de Michael amb els seus vells amics Marion Chambers, Lindsey Wallace i Lonnie, el pare de Cameron, abans de brindar pel nom de Laurie Strode. En un altre lloc, després de tancar a Michael en el seu soterrani i calar-li foc, Laurie, la seva filla Karen i la seva neta Allyson s'horroritzen quan un grup de bombers arriba a la residència Strode en flames, alliberant involuntàriament a Michael del soterrani, qui sense ajuda els mata a tots abans de tornar a Haddonfield en el seu camió de bombers.
Karen i Allyson sotmeten a Laurie a una operació d'urgència mentre Michael mata als veïns de Laurie, Sondra i Phil. Una alerta d'emergència informa a Tommy, Marion, Lindsey i Lonnie de la fugida de Michael abans que la clienta del bar, Vanessa, suposadament es trobi amb Michael en el seient posterior del seu cotxe. Tommy i els altres surten a enfrontar-se a Michael mentre el cotxe s'allunya i s'estavella, mentre que el conductor marxa sense que la gent s'adoni. De camí a recollir a Cameron, Tommy forma una torba de ciutadans venjatius de Haddonfield per a donar caça i matar a Michael abans que pugui matar a ningú més.
Karen i Allyson són informades de la fugida de Michael, informació que Karen decideix ocultar a Laurie perquè pugui recuperar-se. Allyson accepta la invitació de Cameron per a unir-se a ell i al seu pare en la caça de Michael per a venjar al seu propi pare, mentre Laurie i Hawkins es desperten i recorden coses de la seva joventut. En un altre lloc, Marion, Lindsey, Vanessa i el seu marit Marcus són emboscats per Michael mentre adverteixen als ciutadans infantils de Haddonfield que romanguin dins; tots són assassinats excepte Lindsey, qui aconsegueix escapar i amagar-se de Michael. Allyson, Cameron, Tommy i Lonnie arriben a l'escena descobrint els cossos de Marion, Vanessa i Marcus abans de trobar a una Lindsey traumatitzada i ferida.
Mentre Tommy porta a Lindsey a l'hospital, Lonnie, Cameron i Allyson tracen un mapa de les víctimes de Michael i dedueixen que es dirigeix a la casa de la seva infància. Mentrestant, Tommy es reuneix amb l'antic xèrif de Haddonfield, Leigh Brackett, la filla del qual Annie va ser assassinada per Michael en 1978. Tommy decideix organitzar una multitud de centenars de ciutadans de Haddonfield, informant a Laurie de la supervivència de Michael. Mentrestant, Michael assassina a la parella homosexual i els actuals propietaris de la casa de la seva infància, Big John i Little John, mentre que Laurie es prepara per a matar a Michael ella mateixa. Creient que és Michael, el pres escapolit de Smith's Grove i conductor del cotxe de Vanessa, Lance Tovoli, és perseguit per tot l'hospital per la màfia de Tommy. Encara que Karen intenta ajudar, Lance es veu obligat a saltar per la finestra de l'hospital cap a la seva mort, per a consternació de Karen. Brackett tem que tothom es converteixi en monstres i mati gent innocent per culpa de Michael.
Laurie pateix una ferida i, prostrada al llit, insta a Karen que ajudi a Tommy a caçar a Michael. A la casa de la infància de Michael, Lonnie entra sol, però Allyson i Cameron senten un tret i el segueixen. En entrar a la casa, Allyson troba els cadàvers massacrats de Big John i Little John a l'habitació, i mentre Cameron descobreix el cos sense vida de Lonnie a l'àtic, Michael l'ataca brutalment i llença Allyson per les escales, trencant-li la cama. Michael colpeja repetides vegades i mata a Cameron trencant-li el coll i gairebé mata Allyson abans que Karen apunyali a Michael amb una forqueta. Li lleva la màscara i es burla d'ell, permetent que Allyson fugi.
Karen porta a Michael fins a la banda de Tommy en un carreró pròxim; després de tornar a posar-se la màscara, Michael és acorralat per la banda i aparentment mor quan Karen li apunyala per l'esquena. Mentre la màfia celebra la seva victòria, just quan el xèrif Brackett es prepara per a disparar a Michael al cap per a assegurar la seva mort, Michael agafa el ganivet que porta a l'esquena i li talla la gola a Brackett. Després s'aixeca i mata a la màfia d'un en un, acabant amb Tommy, a qui mata amb el seu propi bat de beisbol. En tornar a la casa de la infància de Michael, Karen es queda mirant per la finestra del pis de dalt, visualitzant una història de Hawkins que va escoltar abans sobre Michael mirant sense parar per la mateixa finestra, abans que aquest aparegui darrere d'ella i l'apunyali fins a la mort. Michael mira fixament per la seva finestra, mentre que Laurie mira fixament per la finestra del seu hospital.

### Final de la versió ampliada
En el final de la versió ampliada, Laurie intenta cridar a Karen, inicialment sense adonar-se del que acaba de succeir, només perquè Michael li contesti la crida. En escoltar la seva respiració en el telèfon cel·lular i adonar-se que Karen està morta a mans d'ell, li adverteix que ella vindrà per ell. Després, Laurie pren el ganivet de la seva capçalera i surt de l'hospital, decidida a trobar-lo.

## Repartiment
- Jamie Lee Curtis com Laurie Strode, l'única supervivent de Michael Myers en el assassinat de 1978, que pateix trastorn d'estrès posttraumàtic. Ella és la mare de Karen i l'àvia de Allyson.
- Judy Greer com Karen Nelson, la filla de Laurie i la mare de Allyson.
- Andi Matichak com Allyson Nelson, la filla de Karen i la neta de Laurie.
- James Jude Courtney i Nick Castle com Michael Myers/*The Shape, la figura emmascarada que va dur a terme una horrible massacre en Halloween en 1978, i torna a Haddonfield per una altra ona d'assassinats.
- Kyle Richards com Lindsey Wallace, amiga de Tommy i un dels nens dels quals Laurie va ser mainadera en 1978.
- Anthony Michael Hall com Tommy Doyle, amic de Lindsey i un dels nens dels quals Laurie va ser mainadera en 1978.
- Dylan Arnold com Cameron Elam, l'ex-xicot de Allyson i el fill de Lonnie.
- Robert Longstreet com Lonnie Elam, el pare de Cameron que va intimidar a Tommy Doyle quan era petit en 1978.
- Charles Cyphers com Leigh Brackett, l'ex xèrif de Haddonfield que va perdre la seva filla en la matança de 1978 i va perseguir a Michael al costat de Dr. Sam Loomis.
- Nancy Stephens com Marion Chambers, l'ex assistent del Dr. Sam Loomis.
- Omar Dorsey com a Xèrif Barker, el xèrif de Haddonfield.
- Jibrail Nantambu com Julian Morrisey, un jove que va escapar de la matança de Michael en la pel·lícula anterior.
- Victoria Page Watkins com Christy.
- Brian F. Durkin com a diputat Graham, diputat de Haddonfield.
- Jim Cummings com Pete McCabe, el mort company de Hawkins en 1978, qui aquest el va matar per accident quan va intentar obligar a Michael a alliberar-ho.
- Scott McArthur com Big John, espòs de Little John.
- Michael McDonald com Little John, espòs de Big John.
- Carmela McNeal com Vanessa, amiga de Marion Chambers i esposa de Marcus.
- Diva Tyler com Sondra, esposa de Phil.
- Lenny Clarke com Phil, espòs de Sondra.
- Michael Smallwood com Marcus, espòs de Vanessa.

## Producció

### Desenvolupament
Al juny de 2018, Danny McBride va confirmar que ell i David Gordon Green originalment tenien la intenció d'estrenar dues pel·lícules que serien filmades consecutivament, i després van decidir no fer-ho, esperant veure la reacció a la primera pel·lícula:
| « | «Anàvem a filmar dos d'elles de manera consecutiva. Llavors pensem, 'bé, no ens avancem. Això podria sortir, i tots podrien odiar-nos, i mai tornaríem a treballar. Llavors no hauríem d'asseure'ns per un any esperant que surti una altra pel·lícula que sabem que a la gent no li agradarà'. Llavors, pensem, 'aprenguem d'això i vegem què funciona i què no'. Però definitivament tenim una idea d'on aniríem [amb] aquesta branca de la història i esperem tenir l'oportunitat de fer-ho». | » |

El setembre de 2018, el productor Jason Blum va dir «farem una seqüela si la pel·lícula té bon acompliment».  A l'octubre de 2018, després del cap de setmana d'estrena de la pel·lícula, McBride va confirmar que el desenvolupament inicial d'una seqüela havia començat. El febrer de 2019, Collider va confirmar exclusivament que Scott Teems estava en converses per a escriure el guió, havent col·laborat amb Blumhouse Productions en diversos projectes en desenvolupament. Teems també havia escrit una història per a la pel·lícula abans de les negociacions. Blum, Malek Akkad i Bill Block van tornar com a productors, mentre que Jamie Lee Curtis, Judy Greer i Andi Matichak van repetir els seus papers.

### Preproducció
Al juny de 2019, es va informar que una seqüela començaria a filmar-se al setembre de 2019, amb Green tornant per a escriure el guió i dirigir i Curtis, Greer i Matichak repetint els seus papers de la pel·lícula de 2018. El 8 de juliol de 2019, Bloody Disgusting va informar que l'estudi no sols estava considerant filmar dues seqüeles consecutives, sinó també llançar-les a l'octubre de 2020. Green havia treballat amb McBride i el coguionista Jeff Fradley per a traçar dues pel·lícules abans d'adonar-se que tenien suficient material per a fer una trilogia. El 19 de juliol de 2019, Universal Pictures va revelar que es van anunciar els títols i les dates d'estrena de dues seqüeles: Halloween Kills, que s'estrenaria el 16 d'octubre de 2020, i Halloween Ends, que s'estrenaria el 15 d'octubre de 2021. Green dirigiria totes dues pel·lícules i coescriuria els guions amb McBride, i Curtis repetiria el seu paper en totes dues pel·lícules. Teems va ser confirmat com a coguionista de Halloween Kills, mentre que Paul Brad Logan i Chris Bernier van ser anunciats com a coguionistes de Halloween Ends.
El càsting d'extres es va anunciar a la fi d'agost de 2019.

### Càsting
El 26 de juliol de 2019, es va confirmar que Nick Castle tornaria per a totes dues seqüeles per a algunes escenes com Michael Myers amb James Jude Courtney novament interpretant a Myers en la majoria de les pel·lícules. El 26 d'agost de 2019, es va anunciar que Anthony Michael Hall s'uniria a l'elenc com Tommy Doyle, un personatge interpretat per Brian Andrews en la pel·lícula original de Halloween. Paul Rudd, que va interpretar a Doyle en Halloween: La maledicció de Michael Myers, fou contactat per repetir el seu paper, però es va negar perquè no estava disponible a causa dels seus compromisos amb Ghostbusters: Afterlife.
El 30 d'agost de 2019, es va anunciar que Kyle Richards repetiria el seu paper de Lindsey Wallace de la pel·lícula original. Es va confirmar oficialment que Charles Cyphers tornaria a l'octubre, el seu primer paper en una pel·lícula des de Methodic en 2007. El 5 de setembre de 2019, es va informar que Robert Longstreet interpretaria a Lonnie Elam, un personatge de la pel·lícula original. El 27 de setembre de 2019, es va confirmar que Nancy Stephens, qui va interpretar a la infermera Marion Chambers en la pel·lícula original i les seves seqüeles Halloween II i Halloween H20: 20 Years Later, repetiria el seu paper. Jibrail Nantambu repetiria el seu paper de Julian de la pel·lícula anterior; mentre que Victoria Paige Watkins i Brian F. Durkin van ser confirmats com a membres de l'elenc. Al maig de 2021, es va revelar que Thomas Mann apareixeria en un paper no revelat.

### Rodatge
El 19 de juliol de 2019, un portaveu de Blumhouse Productions va confirmar que Halloween Kills i la seva seqüela Halloween Ends començaria la producció i la filmació en Wilmington (Carolina del Nord) al mateix temps. El rodatge va començar el 19 de setembre de 2019. Segons un permís de cinema obtingut a la ciutat, hi hauria una escena de reporter de notícies brindant actualitzacions sobre els esdeveniments de la pel·lícula de 2018. El rodatge a Wilmington del 20 al 21 de setembre va involucrar una escena d'un accident automovilístic. L'actriu Kyle Richards es va trencar el nas mentre filmava una seqüència d'acció amb Michael Myers. Richards es va guardar l'incident per a si mateixa per a no ser reemplaçada per una doble. La fotografia addicional va incloure escenes de trets simulats el 27 de setembre, el 30 de setembre i l'1 d'octubre. Es va realitzar una filmació addicional el 16 d'octubre de 2019. Curtis va començar a filmar les seves escenes el 7 d'octubre i les va acabar el 19 d'octubre. El rodatge va acabar el 3 de novembre de 2019. La confrontació final on Michael assassina a la màfia formada per Tommy Doyle es va filmar en un escenari giratori estil "taula giratòria" que girava al voltant de la cambra.
En una entrevista, Andi Matichak va revelar que el rodatge s'havia planejat al mateix temps que Halloween Ends, però que no es va dur a terme a causa de la "intensa agenda".

### Música
John Carpenter, Cody Carpenter i Daniel Davies, van tornar a compondre la banda sonora de Halloween Kills, després d'haver compost prèviament la banda sonora de Halloween (2018). Gran part de la banda sonora de la pel·lícula es va completar abans de la pandèmia de COVID-19. L'àlbum va ser llançat a iTunes el 14 d'octubre de 2021 i en totes les plataformes digitals el 15 d'octubre. Sacred Bones Records va publicar la banda sonora en CD, edició de vinil i cassets. Va ser liderada per tres senzills: «Unkillable», «Rampage» i «Michael's Legend», i una cançó dels crèdits finals interpretada per la banda de rock sueca Ghost, "Hunter's Moon", també va ser llançada com a senzill, però no inclosa en la banda sonora. L'àlbum va debutar en el número 9 al Billboard Top Album Sales per a la setmana que va començar el 23 d'octubre.

## Estrena
Halloween Kills es va estrenar al Festival Internacional de Cinema de Venècia el 8 de setembre de 2021. La pel·lícula inicialment estava programada per a estrenar-se en cinemes el 16 d'octubre de 2020, però al juliol de 2020, es va retardar al 15 d'octubre de 2021, a causa de la pandèmia de COVID-19. El 9 de setembre de 2021, es va anunciar que, a més d'estrenar-se en cinemes, la pel·lícula també es transmetria en nivells de pagament de Peacock durant 60 dies. La pel·lícula, juntament amb la versió ampliada, es va estrenar a HBO Max el 18 de març de 2022 per a les regions d'Amèrica Llatina.

### Versió ampliada
Una versió ampliada de la pel·lícula, titulada simplement The Extended Cut, va ser llançada a iTunes el 14 de desembre de 2021 als Estats Units i el Canadà, i en DVD, Blu-ray  i Ultra HD Blu-ray l'11 de gener de 2022. Aquesta versió de la pel·lícula va ser anunciada pel director David Gordon Green després de l'estrena en cinemes de la pel·lícula i conté "més emocions, més assassinats i un final alternatiu". Green li va dir a 'Collider': "Aquest és el tall complet del director, però hi ha una escena addicional que filmem que estava escrita. […] Acabem aixecant-la quan vaig tenir més confiança d'on estem". reprendrà en la pròxima pel·lícula [Ends], vaig sentir que no se sentia autèntic on anàvem a anar. Així que ho aixequem", referint-se a l'escena final en la qual Michael mata sobtadament a Karen. El final alternatiu implica que Laurie intenta cridar a Karen, inicialment sense adonar-se del que acaba de succeir, només perquè Michael respongui i, en escoltar la seva respiració en el telèfon i saber que Karen està morta, adverteix que ella vindrà per ell. Després pren el ganivet de la seva capçalera i surt de l'hospital decidida a trobar-lo. El final hauria suggerit que la seqüela tindria lloc la mateixa nit que Kills (en 2018), en lloc d'en 2022, com va revelar més tard Green. El tall estès, juntament amb la versió e nsales, es va estrenar a Llatinoamèrica en HBO Max el 18 de març de 2022.

## Seqüela
Una seqüela, titulada Halloween Ends, estava programada per a ser estrenada el 15 d'octubre de 2021. No obstant això, a causa de la pandèmia de COVID-19, va ser retardada fins al 14 d'octubre de 2022. A mitjan abril de 2022, durant la CinemaCon d'aquest any, Universal Pictures va compartir un teaser tràiler de la pel·lícula en el qual va ser descrit com una recopilació de diverses escenes de les seqüeles i un metratge de Laurie enfrontant-se a Michael en una cuina.

### Reconeixements
| Premi                    | Data de cerimònia     | Categoria                    | Receptor(s)                                     | Resultat  | Ref.   |
| ------------------------ | --------------------- | ---------------------------- | ----------------------------------------------- | --------- | ------ |
| Premis People's Choice   | 7 de desembre de 2021 | The Drama Movie of 2021      | Halloween Kills                                 | Nominat   | [ 21 ] |
| Premis People's Choice   | 7 de desembre de 2021 | The Drama Movie Star of 2021 | Jamie Lee Curtis                                | Nominat   | [ 21 ] |
| Fangoria Chainsaw Awards | 15 de maig de 2022    | Millor banda sonora          | John Carpenter, Cody Carpenter, i Daniel Davies | Guanyador | [ 22 ] |
| Fangoria Chainsaw Awards | 15 de maig de 2022    | Millors efectes FX           | Christopher Nelson                              | Guanyador | [ 22 ] |
| MTV Movie & TV Awards    | 5 de juny de 2022     | Millor vilà                  | James Jude Courtney                             | Nominat   | [ 23 ] |
| MTV Movie & TV Awards    | 5 de juny de 2022     | Actuació més aterridora      | Kyle Richards                                   | Nominat   | [ 23 ] |